# Tyr (SS-runa)

Nordiska motståndsrörelsens flagga.

Tyr är en nazistsymbol i form av en SS-runa. Den bygger på den historiska runan ᛏ [Tyr] och användes av nazityska Schutzstaffel (SS) för att bland annat symbolisera militärt ledarskap.
Det användes bland annat av utexaminerade från SA Reichsführerschule, som utbildade SS-officerare fram till 1934; de bar den på sina övre vänstra armar. Det antogs som ett emblem av 32. SS-Freiwilligen Grenadier-Division „30. Januar“, som samlades av medlemmarna i SS-skolor i januari 1945, såväl som av SS Rekryterings- och utbildningsavdelning.

## Symbolik
Tyr ᛏ bygger på den historiska runan ᛏ [Tyr] och nåde härrör sitt namn efter samma germanska hedniska gud, Tyr, som stundom förknippas med krig.
Baserat på kopplingen mellan den historiska runan och striden utvecklade SS idén om runan som kamp- eller stridsruna, symboliserande militärt ledarskap, kamp och seger.
SS använde det även vanligtvis på dess medlemmars gravmärken i stället för det kristna korset.

## Användning

### Ariosofi
Tyr är en av de arton armanenrunorna, en runrad som utvecklades av nyhedningen, ockultisten och rasideologen Guido von List. Den nazistiske nyhedningen och ockultisten Karl Maria Wiligut arbetade sedan vidare på denna runrad, varefter användningen av runorna ytterligare populariserades bland nazisterna.

### Nazityskland

Waffen-SS-divisionen 30. Januars sköld.

Tyrrunan var en av de mest använda nazistiska symbolerna i Nazityskland. Den bars som hederstecken på vänster ärm, ovanför armbindeln med hakkorset, av SS-officerare som examinerats vid Sturmabteilungs militära träningsskola (Reichsführerschule, ”rikets ledarskapsskola”). Enligt historikern Christer Bergström är tyrrunan som symbol närmare förknippad med Förintelsen än hakkorset, då hakkorset användes som Nazitysklands statssymbol, medan tyrrunan var hederstecknet för Schutzstaffel (SS), den organisation som verkställde Nazitysklands systematiska folkmord. Symbolen användes också som sköld för Waffen-SS-divisionen 30. Januar.

### Dåtida Sverige
I Sverige användes symbolen likaså av nazister på 1930-talet. Ungdomsorganisationen Nordisk ungdom till det nazistiska partiet Svensk socialistisk samling (SSS), fram till 1938 benämnt Nationalsocialistiska arbetarepartiet (NSAP), använde tyrrunan som en av sina symboler.

### Modern tid
Efter andra världskriget har runan fortsatt användas i stor utsträckning av nynazister. Tyrrunan är, tillsammans med livsrunan, en av de populäraste symbolerna bland nynazister, och dess popularitet beror delvis på att tyrrunan ses som krigarrunan och anses skänka krigslycka. Symbolen används av den nynazistiska organisationen Nordiska motståndsrörelsen i dess logotyp och flagga. Tyrrunan används också, tillsammans med solrunan, i den högerextrema tankesmedjan Thule-Seminars logotyp, samt i det nazistiska klädmärket Thor Steinars logotyp.
Tyrrunan användes av terroristen Brenton Tarrant, som sköt ihjäl 51 muslimer vid moskéattacken i Christchurch 15 mars 2019, tillsammans med flera andra högerextrema och nynazistiska symboler och slagord, inklusive de fjorton orden, hakkorset, järngardets kors, kelterkorset, odalrunan och den svarta solen (Sonnenrad).

## Hatsymbol
Anti-Defamation League (ADL) klassar tyrrunan som en hatsymbol.

### Svensk lagstiftning
I Sverige har tyrrunan endast prövats i domstol i ett fåtal fall, och den har då inte bedömts utgöra hets mot folkgrupp. Justitiekanslern och Polismyndigheten har också gjort bedömningen att symbolen i sig inte utgör hets mot folkgrupp. Riksåklagaren Petra Lundh anser dock att tyrrunan bör jämställas med hakkorset, och att enbart uppvisandet av tyrrunan skall räcka för en fällande dom för hets mot folkgrupp.
I den statliga utredningen Rasistiska symboler. Praxisgenomgång och analys (SOU 2019:27) konstateras det att domstolspraxis gällande tyrrunan är mycket begränsad, och att det därför inte föreligger några hinder för en domstol att i ett enskilt fall bedöma användning av tyrrunan som hets mot folkgrupp beroende på dess sammanhang, samt att bedömningen av symboler, såsom tyrrunan, skall utgå från de rådande värderingarna i samhället vid tidpunkten då den görs.